# Чальчиутликуэ
Чальчиутликуэ («она в одежде из нефрита»), Матлалькуёйе («она в голубой одежде») — в мифологии ацтеков богиня пресной воды, озёр, морей и рек и крещения. Почиталась также как богиня плодородия и покровительница деторождения.

## Мифология
Жена Тлалока, сестра тлалоков, мать Сенцон-Мимишкоа (звёзд северной части неба). Изображалась в виде молодой женщины, сидящей среди водного потока, в головном уборе из синих и белых лент, с двумя большими прядями волос вдоль щёк. Считалась покровительницей путешествующих по воде.

## Галерея

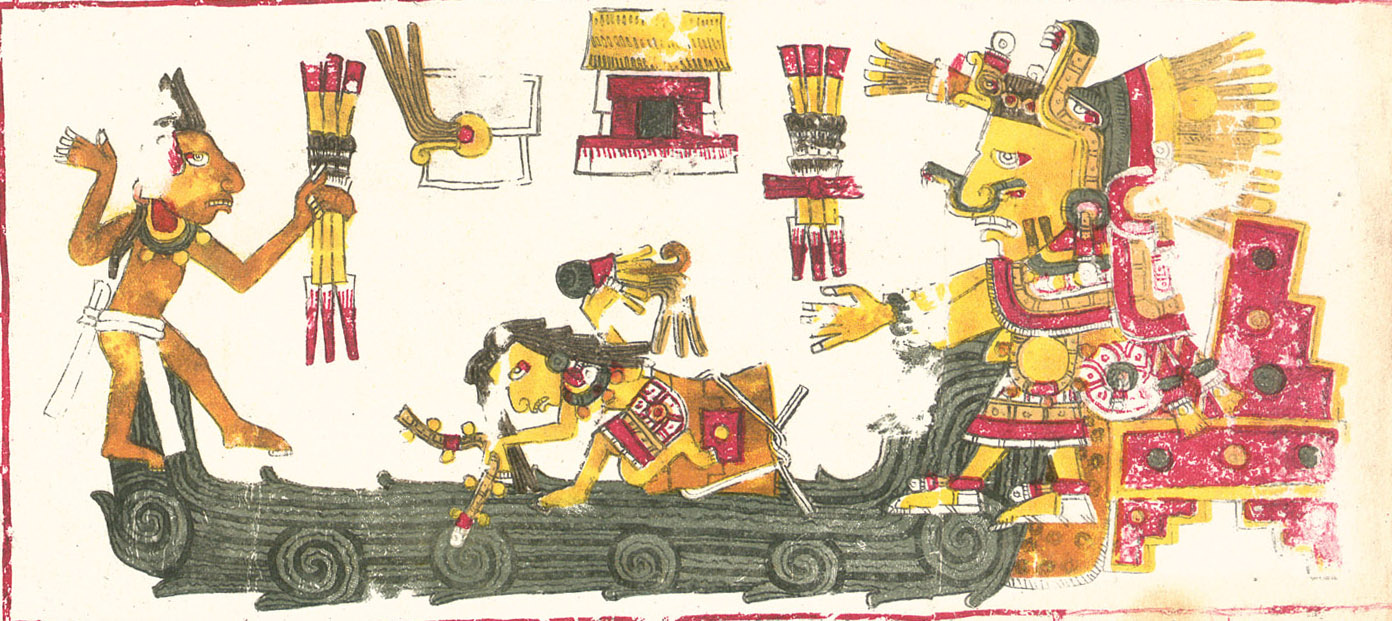
Изображение богини (справа) в Кодексе Борджиа на 65 странице
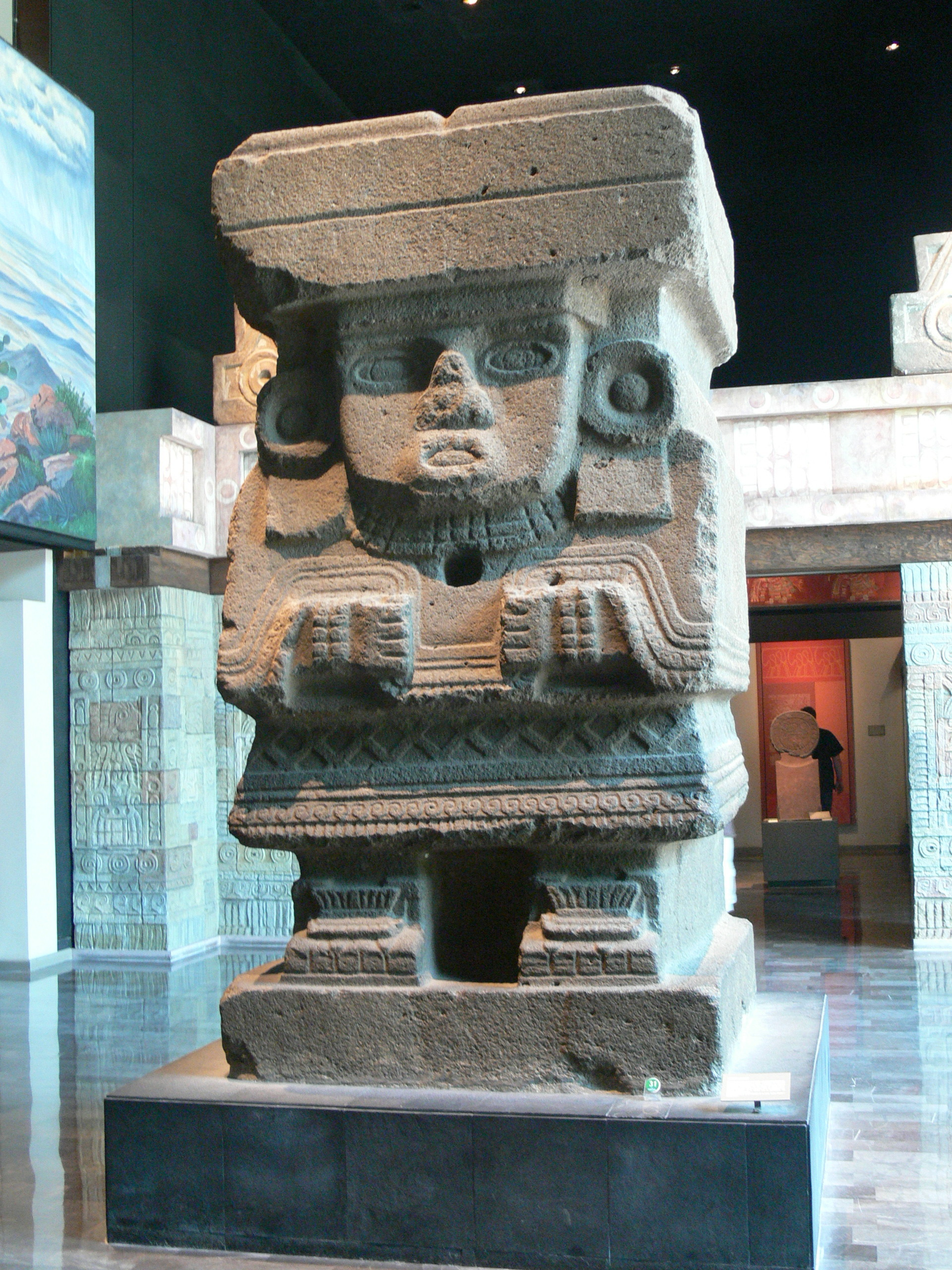
Скульптура водной богини из Пирамиды Луны
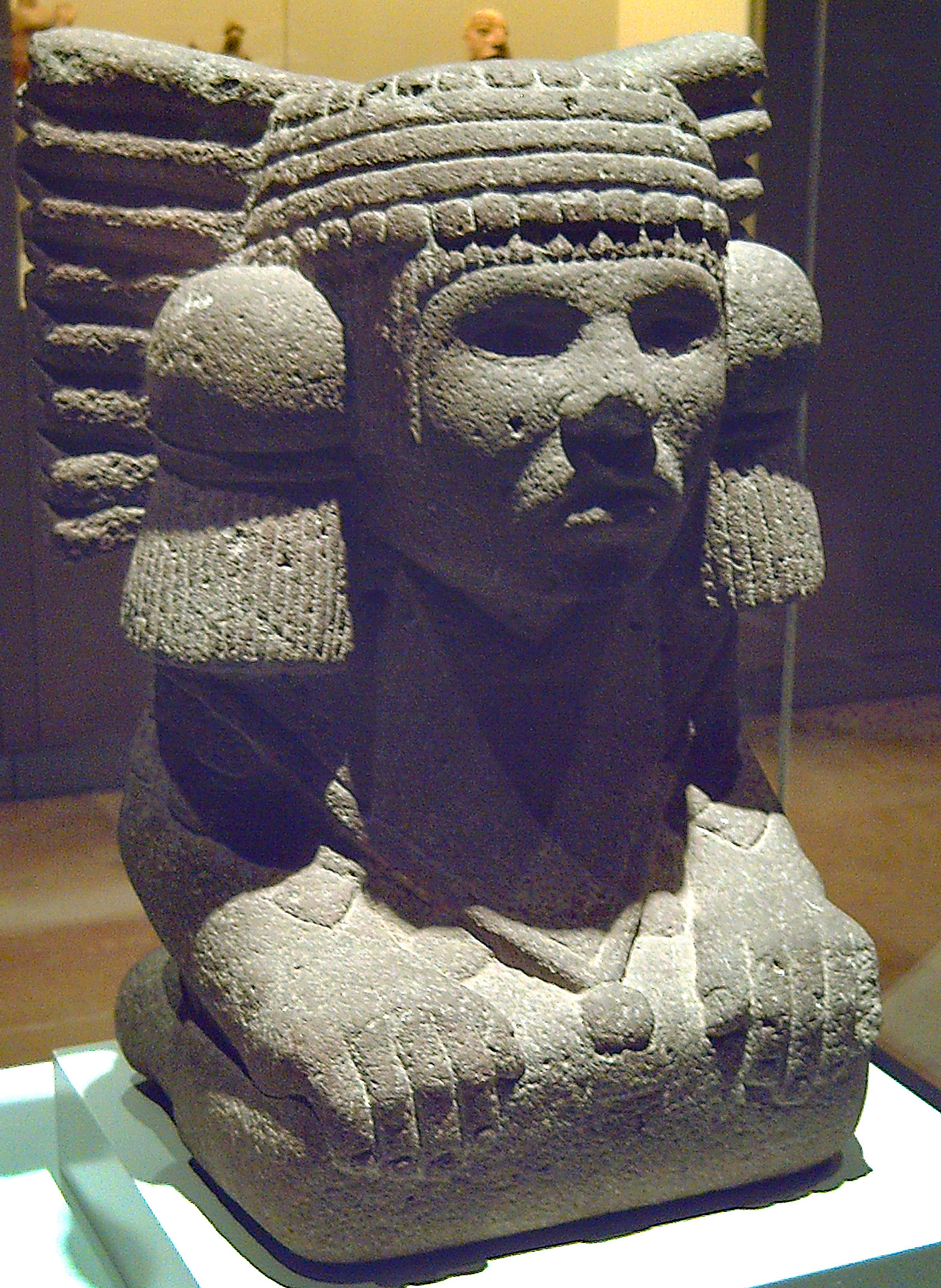
Каменное изображение богини. Музей Америки (Мадрид), Испания
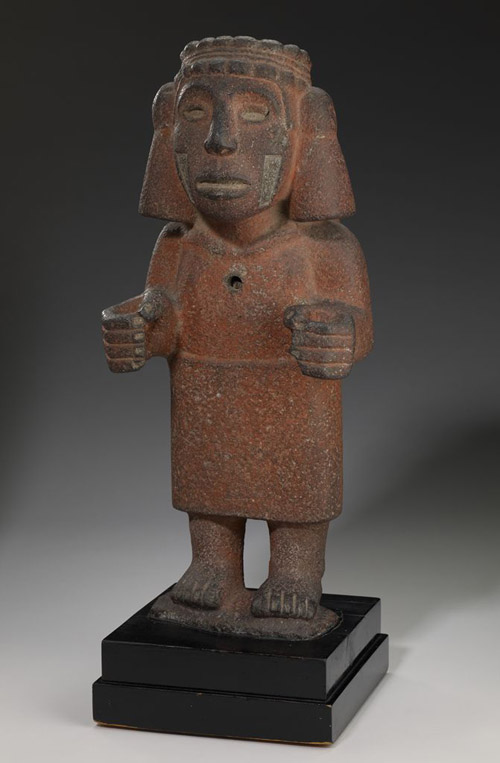
Чальчиутликуэ из серого базальта и красной охры (ок. 1200-1521 годы). Миннеапольский институт искусств